# Rio Curpen
O Rio Curpen é um rio da Romênia, afluente do Mare, localizado no distrito de Hunedoara.